# Louw Wepener
Lourens Jacobus (Louw) Wepener (Graaff-Reinet, 21 luglio 1812 – Thaba Bosiu, 15 agosto 1865) è stato un militare sudafricano.

## Biografia
Era figlio di un immigrato tedesco, Frederick Jacobus Wepener, e di una donna della Colonia del Capo, Johanna Maria Erasmus. Nacque a Graaff-Reinet e visse con suo zio Lourens. Fu battezzato dal reverendo Andrew Murray della Chiesa riformata olandese. Sposò prima Hester Susanna Nel e poi Hilletje Maria Levina Van Aardt dalla quale ebbe nove figli.
Partecipò ad alcune guerre di frontiera (1834–1853) come Acting Field Cornet. Si trasferì nella fattoria De Nek ad Aliwal North nel 1850, dove prese parte all'ottava guerra di frontiera (1850-1853) (guerre Xhosa) e fu promosso comandante grazie alle sue eccezionali doti di capo. In seguito migrò nello Stato Libero dell'Orange dove acquistò due aziende agricole nel distretto di Bethulie, Constantia e Moordernaarspoort. Quando arrivò nello Stato Libero dell'Orange fu nominato Comandante ad interim. Prese parte alle Guerre Stato Libero-Basotho, che furono una serie di guerre combattute tra Moshoeshoe I e lo Stato Libero dell'Orange, ovvero la guerra di Senekal (1858) e la guerra di Seqiti costituita da due conflitti, dal 1856 al 1866 e dal 1867 al 1868. Le guerre portarono lo Stato Libero dell'Orange ad acquisire vasti appezzamenti di terreno dal Basotho.
Il primo attacco a Thaba Bosiu fallì l'8 agosto 1865 e Wepener tentò di nuovo il 15 agosto. Mentre saliva il Thaba Bosiu, Wepener e il suo esercito avevano fatto dei progressi sul passo di Khubelu, ma non appena i soldati Basotho li avvistarono, Wepener fu colpito e morì sul colpo. I Basotho iniziarono una carica e 11 boeri vennero uccisi e circa 30 rimasero feriti.
La morte di Wepener fu un'enorme perdita per lo Stato Libero dell'Orange poiché era considerato un leader straordinario e coraggioso. Due dei suoi uomini fidati, Carl Mathey e Chris du Randt, si avvicinarono di notte per andare a cercare il suo corpo e lo trascinarono in una fossa poco profonda vicino ad Adam Raubenheimer, un altro boero caduto. È stato riferito che Moshoeshoe ordinò ai suoi guerrieri di tagliare il cuore di Wepener e mangiarlo. Ciò poiché era rimasto impressionato dal coraggio di Wepener e quindi credeva che se ciascuno dei suoi guerrieri avesse mangiato un pezzo del suo cuore, avrebbero ereditato il suo coraggio. Fu sepolto per la prima volta a Thaba Bosiu dal dottor Prosper Lautre (1818–1893) della Paris Evangelical Mission Society.

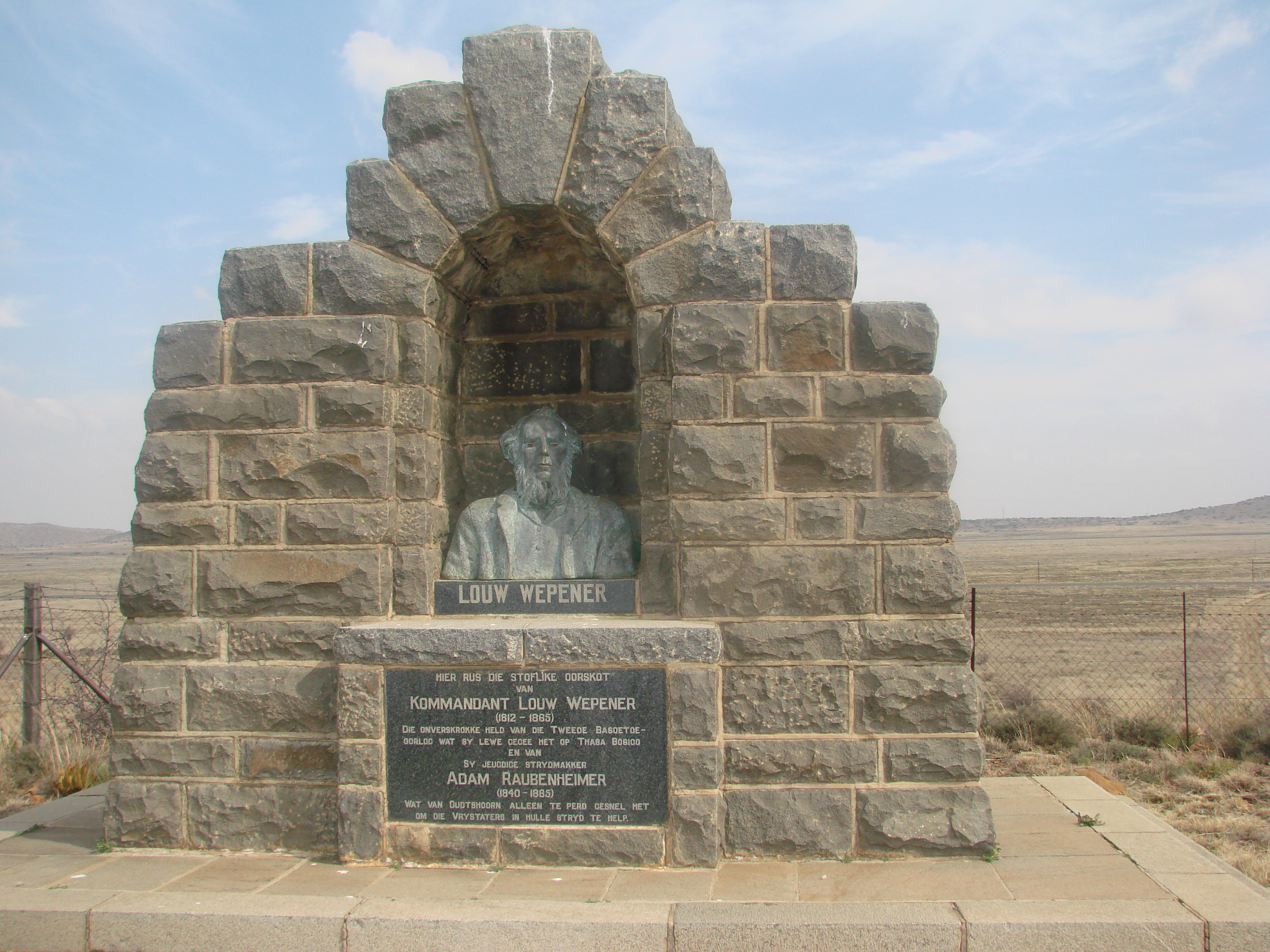
Tomba di Louw Wepener nella sua fattoria a Constantia Bethulie.

Undici mesi dopo la morte di Wepener, suo figlio, Dick Wepener, e quattro suoi amici si recarono a Thaba Bosiu per raccogliere i resti di suo padre per una degna sepoltura. Il figlio del re Moshoeshoe I, Tladi, portò Dick dove fu sepolto suo padre. Fu allora che Tladi disse a Dick che il cuore di suo padre era stato mangiato dai guerrieri. Il suo corpo fu portato per essere sepolto nella fattoria di famiglia a Constantia. Il passo di Thaba Bosiu noto come passo di Khubelu dove fu ucciso Wepener è anche conosciuto come passo di Wepener per commemorare la sua morte.

## Onori

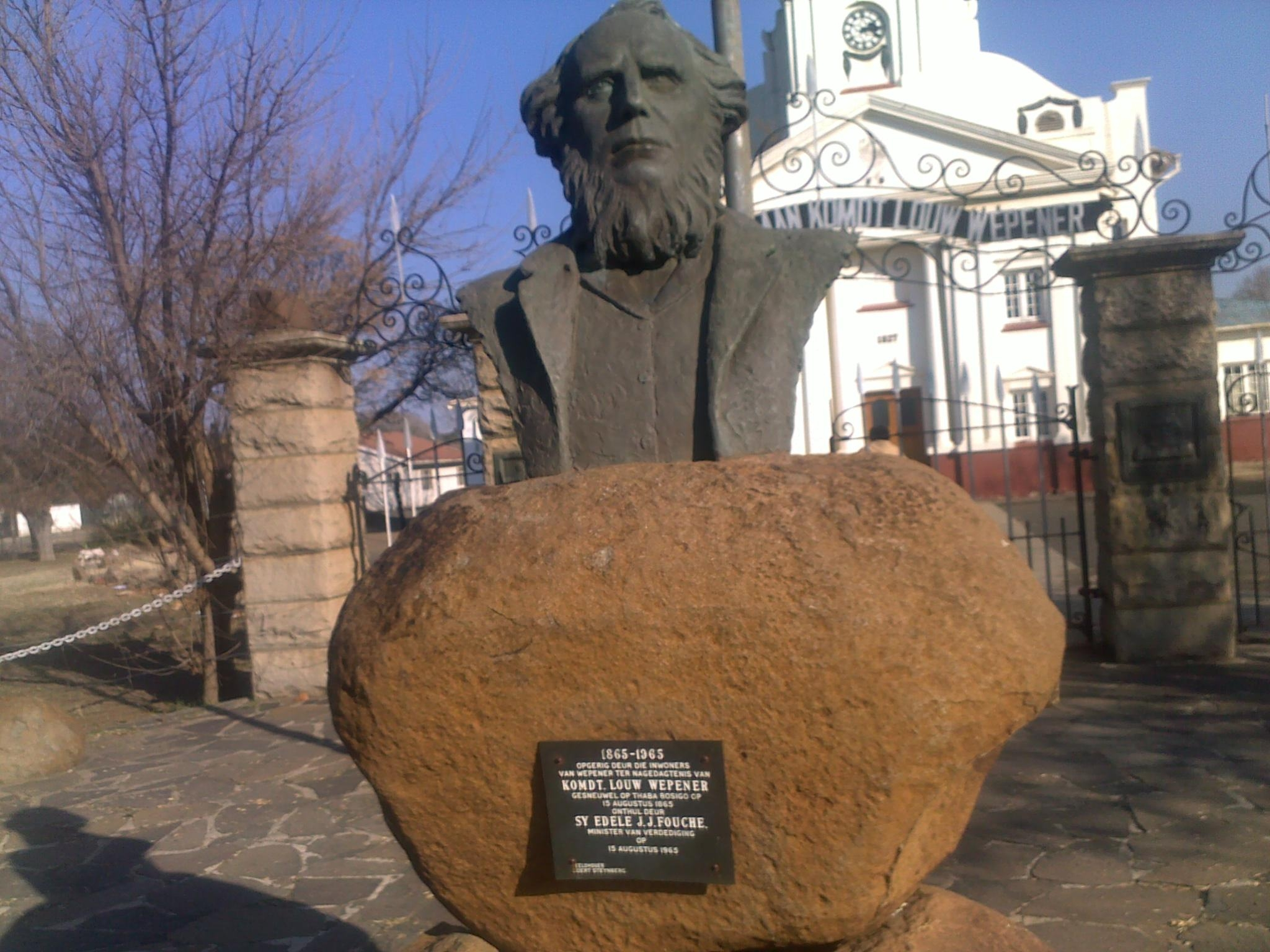
Busto di Louw Wepener davanti al municipio di Wepener.

- La città di Wepener, fondata nel 1867, prende il nome da lui. Si trova nello Stato libero sulle rive del Jammersbergspuit, un affluente del fiume Caledon.
- C'è anche un monumento in suo onore davanti al municipio di Wepener.
- Sulla N6 per Aliwal North, c'è un piccolo monumento in suo onore.
- A lui sono stati intitolati due premi militari: la decorazione Louw Wepener (1952-1975) e la medaglia Louw Wepener (1967-1975), che sono state assegnate, dalla South African Defence Force, ai suoi membri per azioni coraggiose o eroiche nel salvare vite umane.[1]